# Under The Moon
《Under The Moon》是2006年12月15日シュガービーンズ發售的女性向18禁遊戲。在2007年8月24日發售Fan disk《Under The Moon 〜つきいろ絵本〜》。2009年6月25日由ディンプル移植PS2發售《Under The Moon 〜クレセント〜》。
這個作品的Log是《Under The Moon》，但是官方網站卻是寫《Under the Moon》，『the』這個字可以是小寫也可以是大寫。

## 故事
掌管魔界的魔王接受自己魔力減弱的事實，宣佈該傳位給下一代了。代代都是由兒女即位，但他唯一的女兒亞雪卻因為魔力太弱所以沒有繼承的資格。不交替的話就會造成魔界混亂。就在魔王已選出「魔王候補」時，被想要王位的魔族們襲擊，亞雪和使魔凱爾一併逃出城外。但在森林裡不小心掉進「通往魔界外的洞穴」，到了人間。
降落在沒看過的建築物上面，偶然遇見跟亞雪一樣從魔界來到人間界的魔王候補雙胞胎兄弟「雷尼」和「賽玖」。為了救魔王，亞雪希望兩人可以回魔界，但是雷尼跟賽玖都不肯答應。
在這時，由於人界的惡魔狩獵開始，所以魔界和人界的門關閉了，亞雪變的無法回魔界。

## 登場人物
※聲優順序為PC版/PS2版。沒特別註明就是一樣。
亞雪　聲優：風音 / 櫻井浩美
本作之主角。銀色頭髮上綁著紅色大蝴蝶結。是個美少女。雖是魔王的愛女但卻因為魔力太弱，無法成為魔王而有點害怕。由於父親的溺愛，自小就在沒有男生的環境下成長，對異性沒有免疫力。個性天真無邪。喜歡的東西是草莓。其實過去有跟魔王候補雙胞胎有見過面，但因為兩人發生某事所以受魔王操縱記憶所以不記得了。更因為這個影響所以魔力變弱。常常作同樣的夢，醒來後就發現自己在哭。
雷尼　聲優：杉崎和哉 / 谷山紀章
魔王候補雙胞胎的哥哥。擁有漆黑的頭髮和藍色的眼睛。因為長相的關係所以受到女性歡迎，但對於女性的態度是有了一次肉體關係就不會再抱第二次。對亞雪雖然冷漠但有時候也很溫柔。對於王位沒有興趣。
賽玖　聲優：浅野要二 / 遊佐浩二
魔王候補雙胞胎的弟弟。藍黑色的頭髮和綠色的眼睛。和哥哥一樣受女性的歡迎，但他不執著於一個人。跟雷尼比起來比較沒那麼冷淡，但在溫柔中會顯出冷淡，比起哥哥是更複雜的個性。跟雷尼一樣對於王位沒有興趣。
凱爾　聲優：萩道彦 / 貓凱爾：吉田愛理
是亞雪的使魔。原本是魔王的使魔，但是以不化為人型為條件，請求魔王讓他跟在亞雪身邊。在魔界中的模樣是一隻長了翅膀的貓咪。但來到人界之後因為某些關係化身為銀髮少年的模樣。變成人時也有翅膀、耳朵和尾巴。性格有些脫線但是很溫柔也很認真。守護著不習慣人間的亞雪。興趣是料理。
天宮瀬名　聲優：空野太陽 / 岸尾大輔
亞雪的同班同學。近金色的茶色頭髮和琥珀色的眼睛。輕浮的態度，對於喜歡的女孩子都會去搭話。第一次見到亞雪時就很喜歡待在她身邊，所以雷尼和賽玖不喜歡他。
???　聲優：安芸怜須ケン / 濱田賢二
亞雪在人界第一次遇到的人。黑髮和紅色瞳孔的吸血鬼。是有包容力成熟的男性。雖然在亞雪危險時前來相救，但是動機是個謎。因為說自己沒有名字，所以被亞雪取為zero。
悠楠　聲優：プログレス / 千葉進步
在《Under The Moon 〜つきいろ絵本〜》登場。魔王真正的兒子。雖然是惡魔卻有著近金色的茶色頭髮。在月色繪本（〜つきいろ絵本～）之中是來殺亞雪的。（在本篇裡是隱藏角色，需破完雷尼與賽玖所有相關回憶與ＣＧ才可重新攻略）

## 工作人員
- 企画・原案・脚本：ひよ
- 原畫・角色設計：東條さかな
- 音樂：あるるかん

## 主題曲
- 片頭曲「Under The Moon」
  - 作詞・作曲：あるるかん、歌：杉崎和哉
- 片尾曲「This Love」
  - 作詞・作曲・歌：Antistar

## 相關商品
- Under The Moon 廣播劇CD 「あの月の下で」
  - 2007年1月26日發售、L.Field（LadyBug Field）
- Under The Moon 主題歌マキシシングル 「Under The Moon/This Love」
  - 2007年1月26日發售、L.Field（LadyBug Field）
- Under The Moon 廣播劇CD 「月の下でおやすみ」
  - 2007年8月24日發售、L.Field（LadyBug Field）
- Under The Moon 廣播劇CD 「つきいろメロディ」
  - 2008年3月27日發售、L.Field（LadyBug Field）
- Under The Moon 廣播劇CD 「魔界でおやすみ」
  - 2008年3月27日發售、L.Field（LadyBug Field）
- Under the Moon 廣播劇CD 「Love Letters」
  - 2008年8月29日發售、L.Field（LadyBug Field）
- Under the Moon 廣播劇CD 「つきいろカレンダー」
  - L.Field（LadyBug Field）

## 外部連結
- シュガービーンズ オフィシャルWebサイト（日語）
- （页面存档备份，存于）（日語）
- Under the moon官方網站 （页面存档备份，存于）（中文）